# Hidden Orchestra

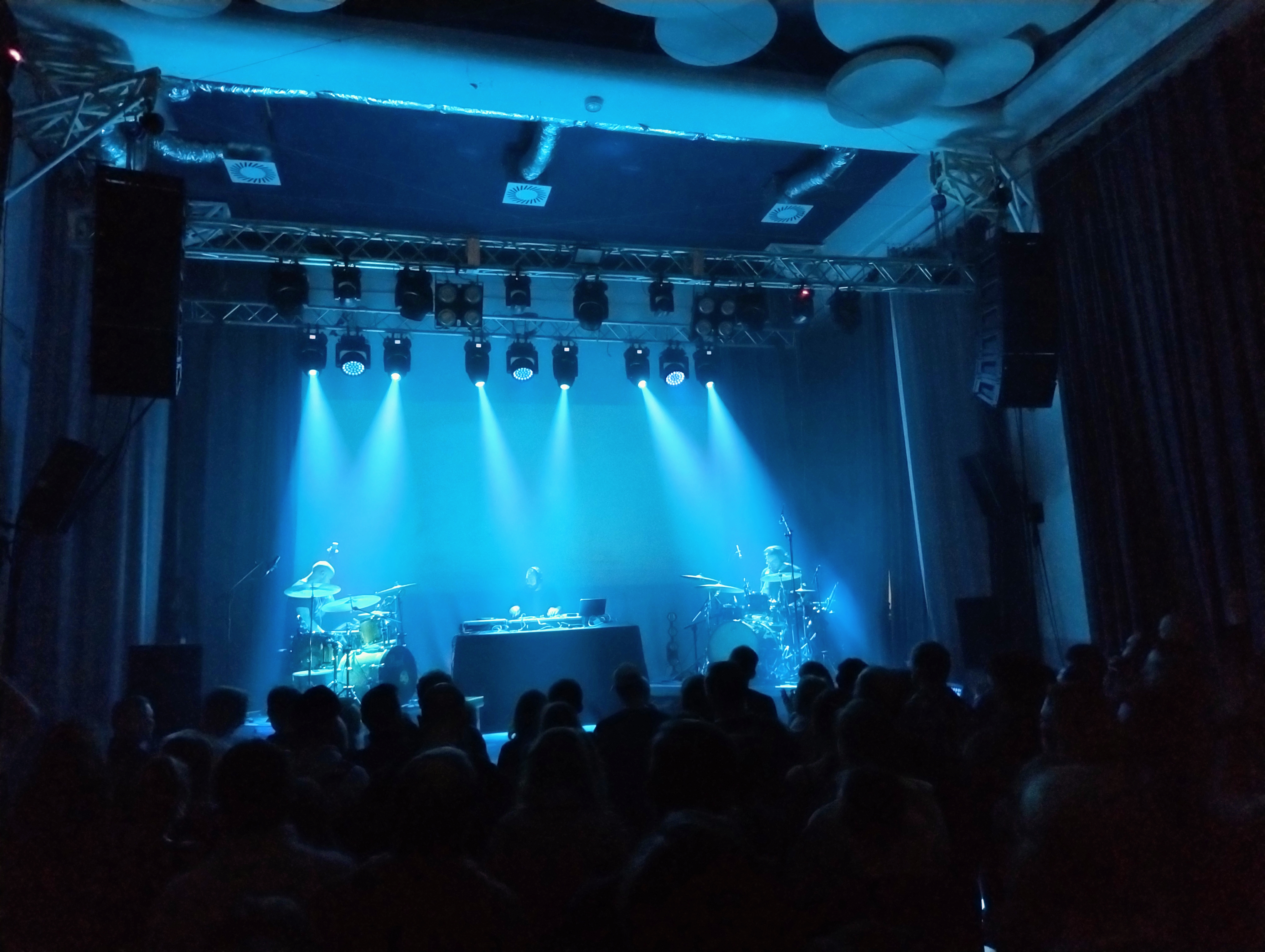
The Hidden Orchestra in Warschau, 2024

Hidden Orchestra is een Schotse jazzgroep, opgericht in 2010, met invloeden van elektronische en klassieke muziek, rock en hiphop. Leider van de groep is Joe Acheson. De groep heette aanvankelijk Joe Acheson Quartet. Hoewel een groot deel van de studio-opnamen zijn gebaseerd op elektronica en samples, treedt de groep als kwartet op met percussie, contrabas, viool en pianino. Hidden Orchestra trad op als voorprogramma van onder andere Bonobo, Jaga Jazzist, Craig Armstrong en Coolio. Het debuutalbum Night Walks werd door BBC Radio 1 gekozen tot Album van de maand.

## Bezetting
- Joe Acheson - contrabas, elektronica
- Poppy Ackroyd - pianino, viool
- Tim Lane - percussie
- Jamie Graham - percussie